# Polymastia ectofibrosa
Polymastia ectofibrosa är en svampdjursart som beskrevs av Boury-Esnault, Pansini och Uriz 1994. Polymastia ectofibrosa ingår i släktet Polymastia och familjen Polymastiidae. Inga underarter finns listade i Catalogue of Life.